# 4-Methyl-1-pentanol
4-Methyl-1-pentanol ist eine chemische Verbindung aus der Gruppe der Alkanole.

## Vorkommen

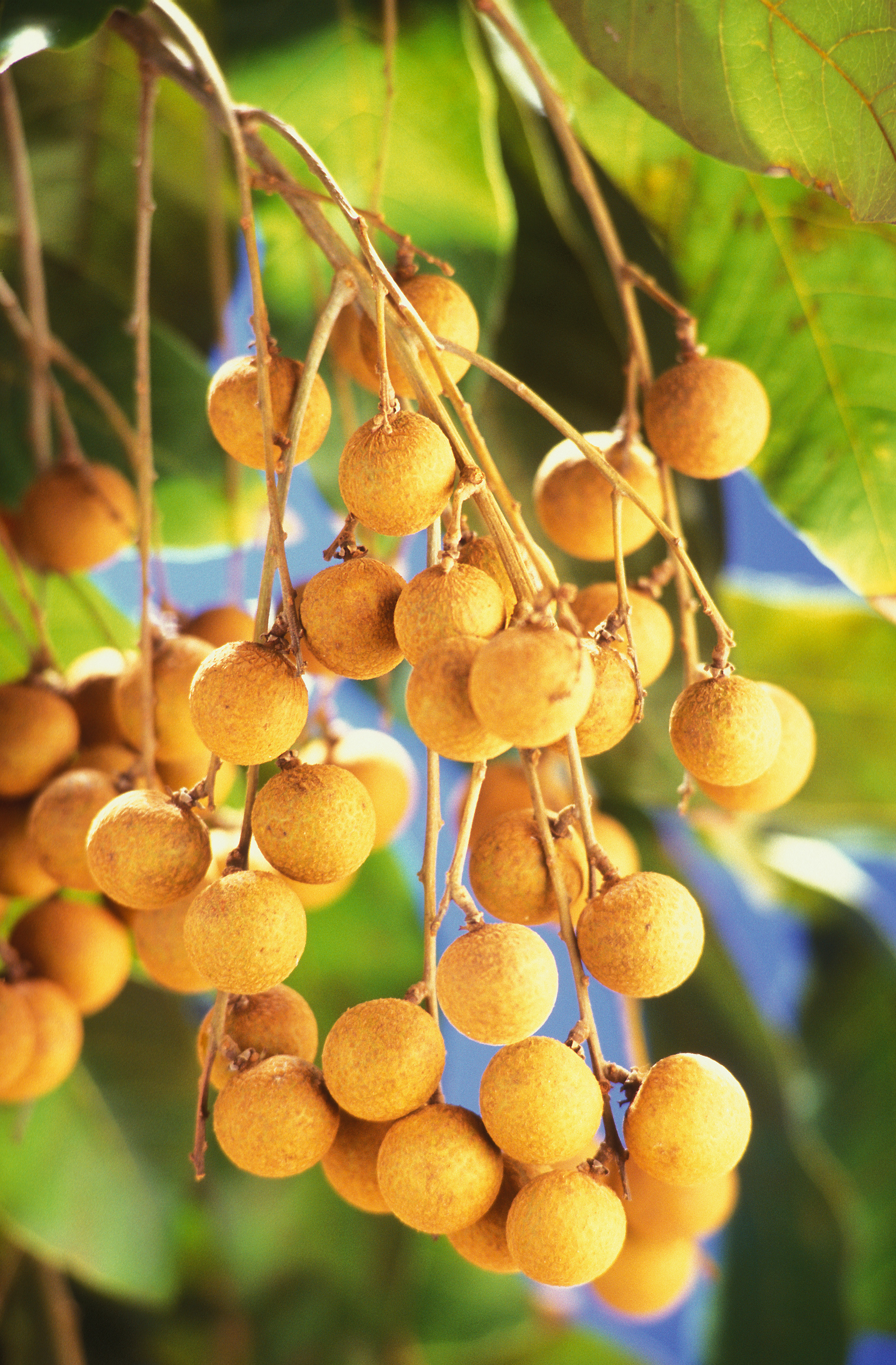
Longanfrüchte (Dimocarpus longan)

4-Methyl-1-pentanol kommt natürlich in Tabak vor. Die Verbindung wurde auch in Wein, Capsicum frutescens und in der Longanfrucht nachgewiesen.

## Gewinnung und Darstellung
4-Methyl-1-pentanol kann durch Hydroborierung von 4-Methyl-1-penten mit Diboran in THF als Lösungsmittel (Boran-THF-Komplex) und anschließender Oxidation mit basischer Wasserstoffperoxid-Lösung gewonnen werden.
Aufgrund der ausgesprochenen Regioselektivität der Hydroborierung wird fast ausschließlich der anti-Markovnikov-Alkohol gebildet. Man erhält das gewünschte Produkt in circa 80%iger Ausbeute.
Die Verbindung kann auch durch Reaktion von Isoamylmagnesiumbromid mit Formaldehyd und weitere Syntheseverfahren dargestellt werden.

## Eigenschaften
4-Methyl-1-pentanol ist eine farblose Flüssigkeit.